# Ruination
Ruination es el segundo álbum de estudio de la banda norteamericana de death metal Job for a Cowboy. Es la continuación del concepto de su primer álbum, Genesis. Ruination fue grabado en los estudios AudioHammer en Sanford, Florida con el productor Jason Suecof y mezclado por Fredrik Nordström. Fue lanzado el 7 de julio del 2009 a través de Metal Blade Records. El álbum vendió alrededor de 10 600 copias en los Estados Unidos en la primera semana de lanzamiento, debutando en la posición número 42 en la lista de los Billboard 200.

## Historia
Después de la salida del guitarrista Ravi Bhadriraju, quien dejó la banda para regresar a la escuela de medicina, fue reemplazado por el guitarrista de Despised Icon Al Glassman y en seguida grabaron un demo con el productor Jason Suecof. El vocalista Jonny Davy confirmó en una entrevista con Way Too Loud!, que el nuevo álbum será completamente diferente a su primer lanzamiento, ya que su sonido se vería influenciado por el death metal de la vieja escuela. Davy además explicó en una entrevista con MetalSucks antes del lanzamiento del álbum que Job for a Cowboy tomaba "nuevas influencias para el siguiente material", pero que no se vería el cambio tan notorio y diferente en comparación con Genesis. Dijo además: Hemos aprendido de nuestros errores y trataremos de ir evolucionando como una banda.

## Temática
Según Jonny Davy, las ideas que envuelven a Ruination son totalmente diferentes a las del álbum predecesor, Genesis, ya que se centran en temas con más influencia política. Los temas abordados esquemáticamente por el álbum giran en torno a dilemas en todo el mundo de hoy en día y temas polémicos como la propaganda en los medios masivos de comunicación como lo es la televisión, los derechos humanos en Corea del Norte, el moderno gobierno genocida de Nubia, la aplicación de la tortura como método de castigo en el Ejército de los Estados Unidos, las consecuencias de la guerra nuclear y el sobremandato del gobierno del mundo y la ley marcial de la policía estatal, etc."

## Lista de canciones
Todas las canciones escritas y compuestas por Job for a Cowboy. 
| Ruination |                               |          |  |
| N.º       | Título                        | Duración |  |
| 1.        | «Unfurling a Darkened Gospel» | 3:43     |  |
| 2.        | «Summon the Hounds»           | 3:51     |  |
| 3.        | «Constitutional Masturbation» | 3:35     |  |
| 4.        | «Regurgitated Disinformation» | 4:46     |  |
| 5.        | «March to Global Enslavement» | 6:05     |  |
| 6.        | «Butchering the Enlightened»  | 3:30     |  |
| 7.        | «Lords of Chaos»              | 3:36     |  |
| 8.        | «Psychological Immorality»    | 3:08     |  |
| 9.        | «To Detonate and Exterminate» | 3:22     |  |
| 10.       | «Ruination»                   | 4:55     |  |

| iTunes edition bonus tracks |                                          |          |  |
| N.º                         | Título                                   | Duración |  |
| 11.                         | «The Matter of Splatter» (Exhumed cover) | 3:43     |  |

## Créditos
Job for a Cowboy
- Jonny Davy – voz
- Jon Rice – batería
- Brent Riggs – bajo, segunda voz
- Bobby Thompson – guitarra
- Al Glassman – guitarra

Producción
- Jason Suecof - productor, ingeniero, mezclador
- Mark Lewis – ingeniero asistente
- Ronnie Miller – ingeniero asistente
- Alan Douches –	masterizador
- Fredrik Nordström - mezclador
- Brent Elliott White – diseño y arte de la carátula
- Brian J. Ames – diseño
- Brian Slagel - A&R